# Words from the Exit Wound
Words From The Exit Wound — восьмой альбом грайндкор-группы Napalm Death, вышедший в 1998 году. Диск стал последним на лейбле Earache Records и последним альбомом с продюсером Колином Ричардсом.

## Об альбоме
Words From The Exit Wound выпущен в конце октября 1998 года. Альбом стал один из двух альбомов, выпущенных только в CD-формате (наряду с Enemy Of The Music Business). Также альбом стал последним альбомом с новым логотипом группы, после чего они вернулись к старому лого, смененному после альбома Utopia Banished.
В музыкальном плане альбом заметно от предыдущего Inside the Torn Apart сильно не отличается, разве что альбом немного быстрее и продолжает экспериментальное звучание последних четырёх альбомов после Utopia Banished и содержит некоторую примесь индастриал-метала и иногда нетипичный для группы чистый вокал.

## Список композиций
1. «The Infiltraitor» — 4:30
2. «Repression out of Uniform» — 2:53
3. «Next of Kin to Chaos» — 4:08
4. «Trio-Degradable / Affixed by Disconcern» — 4:34
5. «Cleanse Impure» — 3:14
6. «Devouring Depraved» — 3:22
7. «Ulterior Exterior» — 1:50
8. «None the Wiser?» — 4:16
9. «Clutching at Barbs» — 2:00
10. «Incendiary Incoming» — 3:08
11. «Thrown Down a Rope» — 3:25
12. «Sceptic in Perspective» — 6:57
13. «Hung» — 3:57 (Live — Bootlegged in Japan) *
14. «Greed Killing» — 3:00 (Live — Bootlegged in Japan) *
15. «Suffer the Children» — 4:10 (Live — Bootlegged in Japan) *

* Бонус-треки на издании в США

## Участники записи
- Марк «Барни» Гринуэй — вокал
- Шэйн Эмбери — бас
- Митч Харрис — гитара, дополнительный вокал
- Джесси Пинтадо — гитара
- Дэнни Эррера — барабаны